# La Cinquième Vague (roman)
La Cinquième Vague (titre original : The 5th Wave) est un roman de Rick Yancey, paru en 2013.
C'est le premier roman de la trilogie qui porte le même intitulé. Il a été adapté au cinéma sous le titre La Cinquième Vague, film sorti en 2016.

## Principaux personnages
- Extraterrestres
  - Appelés « les Autres » : on ne sait rien d'eux.

- Humains
  - Cassie Sullivan (son vrai prénom est « Cassiopée ») : 16 ans, narratrice et héroïne du roman.
  - Sam / Sammy Sullivan (son vrai prénom est « Samuel ») : 5 ans, petit frère de Cassie.
  - Ben Parish : 18 ans, jeune homme dont Cassie est secrètement amoureuse.
  - Evan Walker : 20 ans, jeune homme qui recueille et soigne Cassie lorsqu'elle est blessée.
  - Vosh : 55 ans, colonel américain qui semble lié aux « Autres ».

## Résumé
Le roman est composé de 91 chapitres de longueurs variables.

### Chapitres 1 à 16
Années 2010. La Terre est soudainement attaquée par des vaisseaux extraterrestres qui lancent plusieurs attaques.
La première attaque (« première Vague ») anéantit, à la suite d'une puissante charge électromagnétique, toutes les machines humaines utilisant l'électromagnétisme. En quelques secondes, tous les ordinateurs fixes ou portables, les téléphones mobiles, les télévisions, les automobiles, les distributeurs de billets, les avions, les bateaux, les métros, les trains, etc., cessent de fonctionner, plongeant l'humanité dans le désordre et la confusion.
Quelques jours après a lieu la deuxième vague. Les extraterrestres perforent la croûte terrestre aux jointures des plaques continentales, provoquant d'immenses inondations et raz-de-marée qui tuent tous les habitants des zones côtières et vivant jusqu'à 100 kilomètres des terres. Trois milliards d'êtres humains sont tués en deux jours.
La troisième vague, qui suit peu après, est une pandémie véhiculée par les oiseaux. Il s'agit d'une maladie plus puissante que le virus Ebola et mille fois plus contagieuse. On estime que 97% des survivants aux deux premières vagues décèdent des suites de cette pandémie.
Au début du roman, Cassie est une adolescente de 16 ans, ni plus intelligente, ni plus jolie, ni plus débrouillarde qu'une jeune fille de son âge. Avec ses parents et son petit frère de cinq ans, Sam, elle tente de survivre aux deux premières Vagues.
La troisième Vague tue sa mère.
Des militaires interviennent et regroupent des survivants dans un camp. Là, ils procèdent à un prélèvement, ordonnant aux enfants de moins de 10 ans de les suivre : ces enfants, qui représentent le futur de l'humanité, seront protégés. A contrecœeur, le père de Cassie et de Sam accepte que ce dernier suive les militaires. Les adieux de Sam à l'égard de son père et de Cassie sont déchirants.